# Siete Lanzas de Shizugatake
Las Siete Lanzas de Shizugatake (賤ヶ岳の七本槍 Shizugatake no shichi-hon-yari?) fueron los más altos generales de Toyotomi Hideyoshi, quien tomó el control de Japón durante finales del siglo XVI. Todos fueron miembros de su guardia de élite durante la Batalla de Shizugatake en 1583. En el momento decisivo de la batalla, Hideyoshi les ordenó abandonar su posición y cargar contra el ejército oponente de Shibata Katsuie y una vez obtenido el control de Japón, muchos de los miembros fueron ascendidos a Daimyō.
Las “Siete Lanzas” de esta batalla en particular fueron:
- Fukushima Masanori (1561-1624) – Premiado con el han de Kiyosu (Provincia de Owari) después de esta batalla; peleó por Tokugawa Ieyasu en la Batalla de Sekigahara.
- Hirano Nagayasu
- Kasuya Takenori
- Katagiri Katsumoto
- Katō Kiyomasa (1562-1611) – Uno de los guerreros samurái más famosos del período Sengoku. Kiyomasa comandó las tropas de Hideyoshi durante las invasiones japonesas a Corea.
- Katō Yoshiaki (1563-1631) – Comandó la flota de Hideyoshi durante su invasión a Corea.
- Wakizaka Yasuharu (1554-1626) – Sirvió a Akechi Mitsuhide antes de hacerlo para Hideyoshi, es famoso por cambiar de bando del lado de Ishida Mitsunari del Ejército del Oeste al bando de Tokugawa Ieyasu a mitad de la decisiva Batalla de Sekigahara.